# Travestissement fétichiste
Le travestissement (ou transvestisme ou encore travestisme) fétichiste est une préférence sexuelle qui consiste en l'attirance et l'excitation sexuelle pour le port de vêtements du genre opposé. 

## Description
Le travestissement fétichiste se réfère spécifiquement au travestissement, c'est-à-dire au port de vêtements de l'autre genre ou constitué d'une matière spécifique, dans son acception fétichiste. 
Le travestissement et le travestisme bivalent constituent des situations différentes du travestissement fétichiste.
Certains fétichistes travestis collectionnent les vêtements, par exemple chemises de nuit, nuisettes, combinaisons, soutiens-gorge et autres types de robe de chambre, lingerie, bas, collants, chaussures, tabliers et bottes, et autres objets.

## Approche clinique
Selon le Manuel diagnostique et statistique des troubles mentaux (DSM), il existe trois critères qui permettent de diagnostiquer un comportement de « travestissement fétichiste » comme relevant d'une pathologie:
1. Fantasmes, envies et excitations sexuelles impliquant le travestissement.
2. Cela cause une détresse ou trouble significatif, socialement, au travail et autres endroits.
3. La pathologie a été présente pendant 6 mois ou plus[4].

Ainsi, d'un point de vue clinique, le travestissement fétichiste n'est pas diagnostiqué si l'individu concerné ne ressent pas de souffrance psychique liée à ce comportement (absence de détresse) et que ce comportement n'entrave pas sa vie sociale (par exemple travestissement fétichiste uniquement dans la sphère privée).
Si dans sa quatrième édition le DSM précisait que le diagnostic ne pouvait s'appliquer qu'aux hommes hétérosexuels ; dans sa cinquième édition il ne fait pas cette restriction : hommes et femmes peuvent remplir les critères diagnostiques, et ceci indépendamment de leur orientation sexuelle.